# Provinz Antártica Chilena
Die Provinz Antártica Chilena (deutsch „Provinz der chilenischen Antarktis“) ist die südlichste der vier Provinzen in Chiles Región de Magallanes y de la Antártica Chilena sowie die südlichste des Landes. Sie hat 2392 Einwohner und eine Oberfläche von 17.859 km²; unter Berücksichtigung der Oberfläche des völkerrechtlich nicht anerkannten chilenischen Antarktisterritoriums mit einer Fläche von 1.247.995 km² erreicht die Fläche 1.265.854 km². 
Die Provinz umfasst die Inseln Feuerlands südlich des Beagle-Kanals, einen Teil der Isla Grande de Tierra del Fuego und das chilenische Antarktisterritorium. Hauptstadt der Provinz ist Puerto Williams auf der Insel Navarino.
Die Provinz wurde am 4. November 1975 geschaffen und besteht aus zwei Kommunen, Cabo de Hornos (diese hieß bis 2001 Navarino) und Antártica. Beide Kommunen werden von der Gemeinde Cabo de Hornos von Puerto Williams aus verwaltet.
Die wichtigsten Ansiedlungen in der Provinz sind neben Puerto Williams Puerto Navarino, Caleta Eugenia und Puerto Toro, diese liegen alle auf der Insel Navarino. Einzige zivile Siedlung in der Kommune Antártica ist Villa Las Estrellas.
In der Provinz leben 1518 Männer und 874 Frauen, 1952 Personen leben in Städten, 440 auf dem Land (Zensus 2002).